# Geising
Geising je bývalé město, místní část města Altenberg v německé spolkové zemi Sasko. Nachází se v zemském okrese Saské Švýcarsko-Východní Krušné hory a má přibližně 1 200 obyvatel. Leží v Krušných horách, blízko u hranic s Českou republikou, 13 km od města Teplice a 32 km jižně od Drážďan.

## Původ názvu
Původ názvu místa není dodnes přesně vysvětlen. Je možné, že byl odvozen od zdejší hory Geisingberg. Německé „gießen“ (či ve středověké němčině „geußen“) totiž znamená v češtině „lít“ nebo „zalévat“. Odtud byl odvozen i název hory, která byla díky vydatným srážkám neustále „přelévána vodou“. Další vysvětlení nabízí i mohutný rozvoj hornictví v dané lokalitě. Název mohl být totiž odvozen i od místních úpraven cínu, místa, kde byl „sléván“ cín.

## Historie

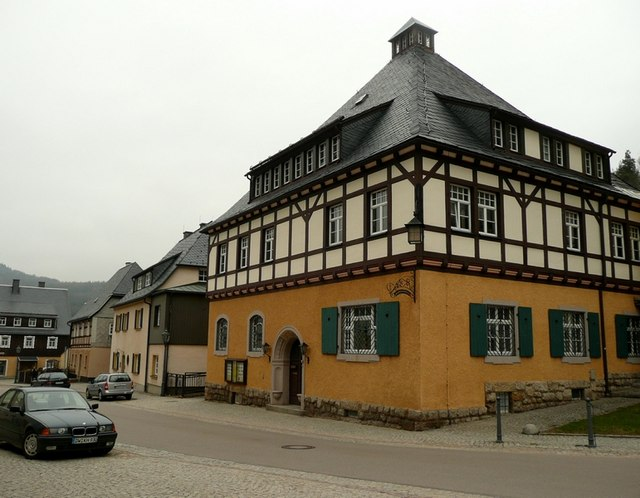
Pohled na budovu radnice z roku 1908

První písemná zmínka pochází z roku 1375, kdy se v oblasti již nalézaly těžební jámy. Kovárna byla zmíněna v roce 1449, v době bouřlivého rozvoje těžby cínu v sousedním Altenbergu. Kovárna se nalézala spolu s hamry a dalšími dílnami na západní straně Geisingského potoka. Rozvíjecí se osídlení okolo zpracovatelských dílen obdrželo jako Starý Geising (Altgeising) roku 1453 městské právo. Roku 1462 byl na východním břehu založen Nový Geising (Neugeising), který městské právo obdržel okamžitě. Roku 1857 se oba celky sloučily v Geising.

### Český exil
- Michal Longolius, farář z Bořislavi byl v době pobělohorské vykázán ze země, zemřel v roce 1628 v Geisingu, k hrobu ho doprovázela řada duchovních z řad českých exulantů.
- Na bohoslužby do Geisingu chodívali přes hranici luteráni z Cínovce. Zdejší farář Heinrich Kauderbach docházel v roce 1728 na Cínovec, kde v dolech konal zakázané bohoslužby. Za to obdržel výhružný dopis a v Čechách bylo nařízením teplické a bílinské vrchnosti zesíleno (po sklizni) rekatolizační úsilí jezuitů. Většina obyvatel českého pohraničí uprchla a mnozí hledali útočiště zde (než si založili vlastní kolonie, např. Zinnwald-Georgenfeld).[2]

## Začlenění do města Altenberg
Roku 2010 odhlasovala městská rada začlenění města do Altenbergu, které se uskutečnilo 1. ledna 2011. Geising tak 557 let od propůjčení městského práva Starému Geisingu ztratil samostatnost. K začlenění došlo především kvůli kritické finanční situaci. V roce 2010 totiž město nebylo schopno předložit vyrovnaný rozpočet a jeho dluhy dosahovaly 4,8 milionu eur.

## Architektura
Střed Geisingu je památkově chráněnou zónou. Bývalé město zůstalo v minulosti ušetřeno velkých požárů a jeho historický ráz je proto dobře zachován (městský půdorys zůstal od 16. století v podstatě nezměněn). V městské části se nachází mnoho hrázděných domů. Budova radnice byla vystavěna roku 1908 a je rovněž památkově chráněna. Městský kostel byl vystavěn roku 1698 a nachází se v něm velice cenný hornický oltář.

## Volný čas a sport
- bruslařská hala
- koupaliště „Hüttenteich“
- bowling a billiard v restauraci „Am Schauhübel“
- tenis u hotelu „Schellhas“
- sportovní hala
- střelecký spolek
- hora Kohlhaukuppe
- hora Geisingberg
- obora „Osterzgebirge“ (Východní Krušnohoří) v Hartmannmühle

## Naučné stezky
- Příhraniční naučná hornická stezka

## Zajímavosti
- umělý vodopád na potoce Tiefenbach

## Pravidelné akce
- masopustní průvod (neděle před začátkem půstu)
- vánoční trh (1. advent)